# 김광현 (1940년)
김광현(1940년 7월 4일 ~ )은 대한민국의 정치인이다. 제35대 여수시장을 역임했다.

## 역대 선거 결과
|  | 60.88% |

|  | 43.85% |